# „Mauremys” x iversoni
„Mauremys” × iversoni, gatunek żółwia, jest hybrydą żółwi z rodziny batagurowatych, hodowaną w dużych ilościach na chińskich farmach żółwi, jako „kopia” gatunku Cuora trifasciata. Prawdopodobnie występuje również w środowisku naturalnym w Chinach i Wietnamie. Zanim poznano pochodzenie tego gatunku, był on umieszczony w Czerwonej Księdze IUCN.
Rodzicami tej hybrydy są azjatycki żółw bagienny (Mauremys mutica) oraz Cuora trifasciata, przeważnie męskim rodzicem jest Cuora trifasciata.
Mimo że często zdarza się, iż z dwóch gatunków z rodziny batagurowatych rodzi się nowy pełnoprawny gatunek, uznanie go za takowy, wymagałoby, aby hybryda posiadała zdolność rozmnażania i była fenotypicznie odrębna. W przypadku tego „gatunku” warunki te nie są spełnione – większość samców jest niepłodna (podczas gdy wszystkie samice są w pełni płodne), na wolności można spotkać tylko pojedyncze osobniki, a nie całe populacje.